# 灯浮標

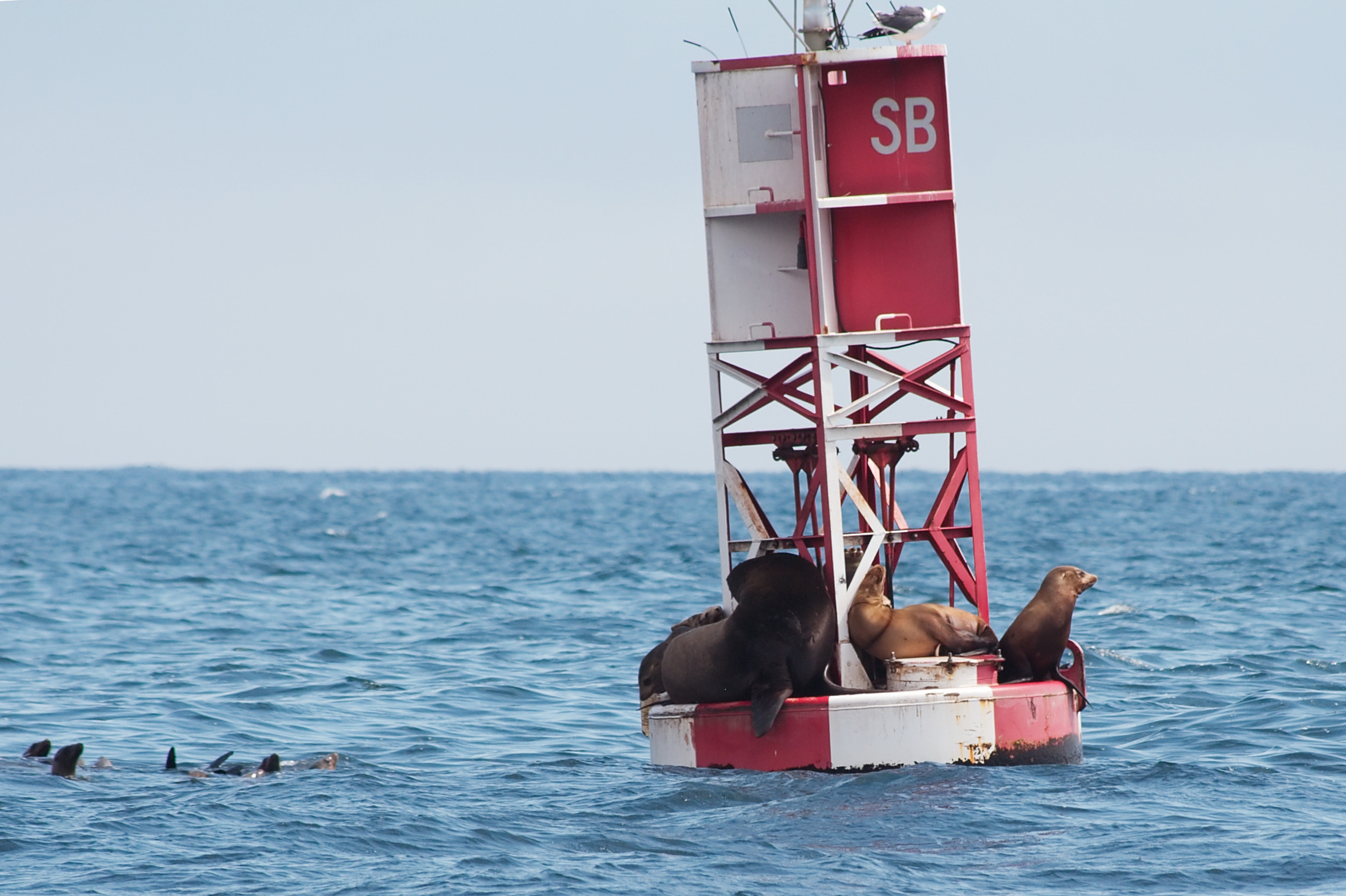
アメリカ合衆国カリフォルニア州サンタバーバラに面した太平洋上に浮かぶ、櫓（やぐら）構造で赤白配色の安全水域灯浮標（安全水域ライトブイ）
画面に写っていないが、最高所には安全水域を意味する球形の赤い頭標が掲げられているはずである。カリフォルニアアシカとカモメが休憩場所として利用しているのが見える。2008年撮影。

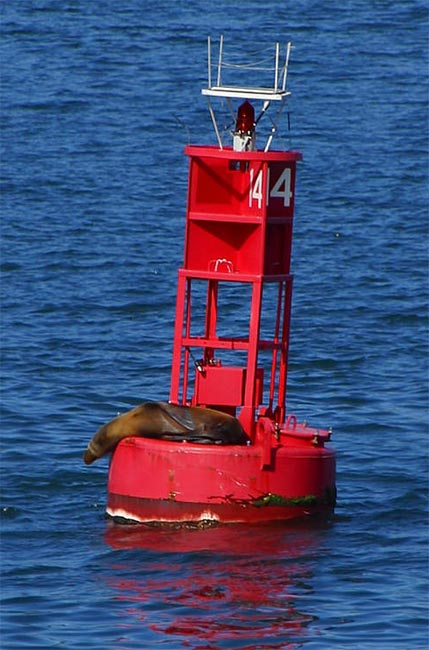
上に同じくカリフォルニア州のサンディエゴ湾内に浮かぶ、櫓構造で赤い右舷灯浮標（右舷ライトブイ）／右舷を示すために掲げられているはずの赤い三角錐形の頭標は欠損しており、その直下に灯火装置が見える。やはりカリフォルニアアシカが休憩場所としている。2004年撮影。

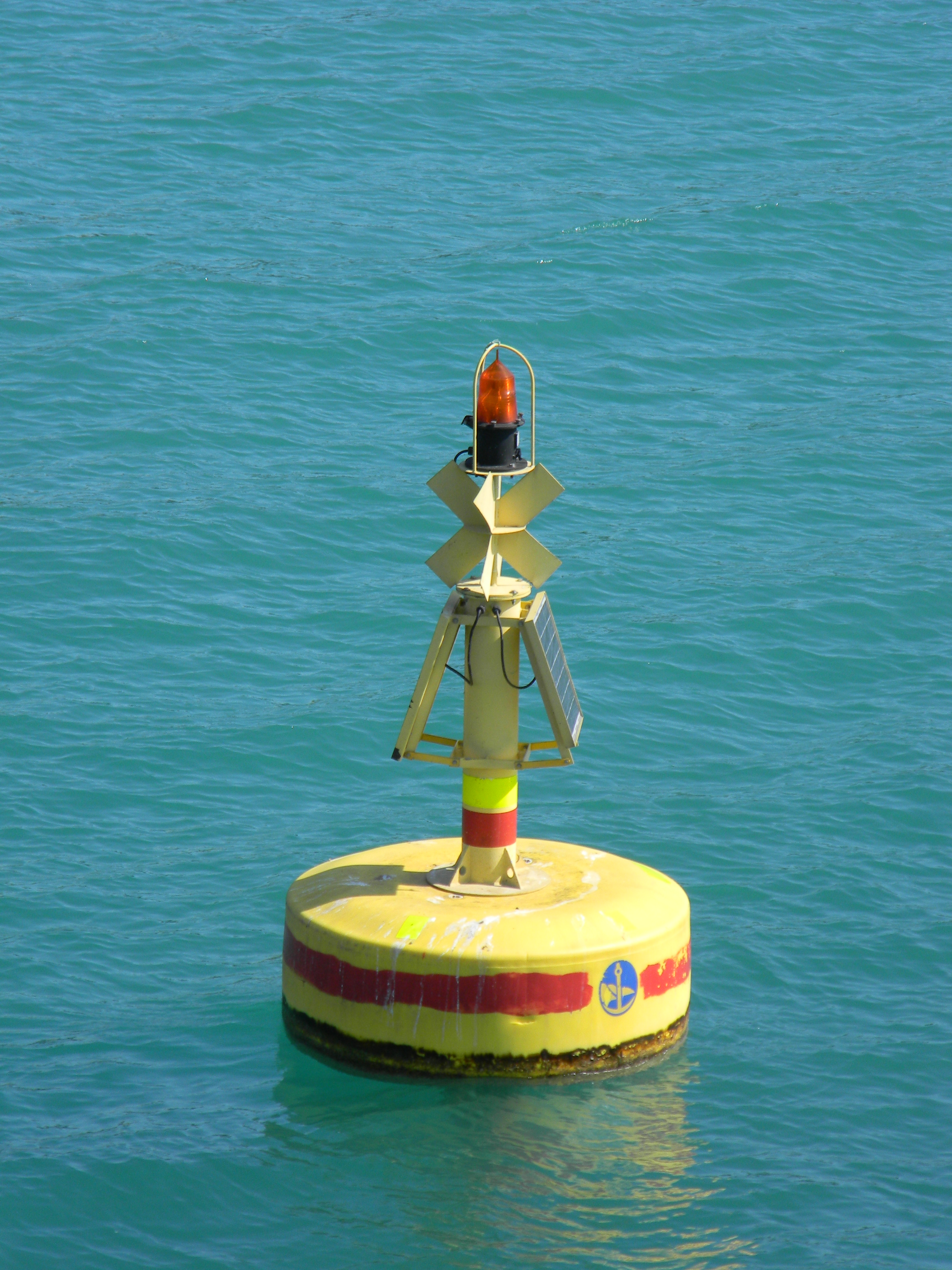
北イタリアのガルダ湖に設置された小型の灯浮標／2011年撮影。

灯浮標（とうふひょう、ライトブイ、英語：light buoy, lighted buoy）は、照明機能（灯火装置）を備えた浮標であり、航路標識の一種である。日本では、昼間は赤色三角錘・緑色円柱・黄色×等の頭標（トップマーク）の形状で、夜間は灯火で、付近を航行する船舶に対して航路を示す目的をもって水域に設置される。岩礁や浅瀬など航行の障害となる存在を知らせる役割も果たす。 

## 概要
設置と回収は主に設標船によって行われる。日本では2012年3月末に海上保安庁の設標船｢ぎんが｣が解役されて以後、民間企業に設置を委託している。

## 浮標式
標体の塗色、灯火の色などは、目的に応じて決まっており、万国共通である。 

## 構造
錨と連結されていて水底（海底、川底、湖底など）に固定できる浮体（基本的には平たい円筒形であるが、他の形状もある。水上からは見えない水中部分には突起部があり、上部とのバランスを保つ構造になっている）を基盤としており、その上に柱状の構造物を立て、柱の上部に照明器具（灯火装置）が取り付けられている。小型や中型では灯高がそのまま設備高である場合が多いが、大型の場合、灯火装置は頭標（トップマーク）の直下に取り付けられる。柱状の構造物は、水面上部の高さが1メートル前後から2- 3メートル前後に留まる比較的小さなタイプでは、鉄製の棒か、あるいは軽くて細長い棒である場合が多いが、高さ3メートル前後から10メートル近くに及ぶものまでを含む大きいタイプでは鉄製の櫓（やぐら）構造になっている（高さ3メートル前後では棒と櫓の両タイプが混在）。また、1メートルに満たない最も小さいタイプでは柱状の構造物は無く、灯火装置は浮体に直付けされ、灯火装置の高さがそのまま灯高および設備高となる。
照明器具（灯火装置）は、発明された当時はガス灯であったが、時代とともに電球型照明、LED型に置き換わった。

## 管理
灯火の点灯に必要な蓄電池や電球、錨や標そのものの交換のために、設標船を用いて定期的にメンテナンスが行われる。日本では労力を軽減するためにFRP製構造体の採用や太陽電池および高性能バッテリー、LED製の発光器（日本では2009年2月14日以降、全ての灯浮標に採用）などの採用を進めている。

## 特殊な設置
事故や災害などによって灯台が機能停止に陥ったとき、灯浮標が代替設備として設置されることも多い。また同様に、通常時より警戒を要する状況下では、簡易ブイ（簡易型の浮標）をより視認性の高い灯浮標に交換するということもよく行われる。
例えば日本で2011年（平成23年）3月11日に発生した東日本大震災では大津波によって多くの灯台が破壊されてしまったが、再建されるまでの数年間は灯台に替えて沖合いに設置された灯浮標が航路の安全を担保することになっている。太平洋上に常時設置されていた簡易ブイや灯浮標も幅広い海域に襲来した津波によって多くが移動してしまったほか、故障や流失をしてしまうケースも少なくなかったため、それらを設置し直す作業、より大型で光力に優れた灯浮標への置換作業、および、簡易ブイから灯浮標への置換作業と合わせて、灯台代わりの灯浮標の設置作業も行われた。これらの作業は応急復旧・仮復旧・本復旧という手順を踏んで実施された（ただし、本復旧は2012時点で未了）。
なお、緊急もしくは暫定的の設備として利用される類似のものとして灯台船があり、これも「船」ではあっても通常は推進機能を持たず、灯浮標と同様、錨によって固定される。

## 特記事項
ニルス・グスタフ・ダレーン
ダレーン式灯台などを発明した人物で、1912年には「灯台や灯浮標などの照明用ガス貯蔵器用の自動調節機の発明」でノーベル物理学賞を受賞している。